# Oodako
Oodako (大ダコ, Oodako) est un kaiju qui apparaît en premier lieu en 1962 dans le film King Kong contre Godzilla.
Il a l'apparence d'une pieuvre gigantesque.

## Liste des apparitions
- 1962 : King Kong contre Godzilla (Kingu Kongu tai Gojira), de Ishirô Honda
- 1965 : Frankenstein vs. Baragon (Furankenshutain tai chitei kaijû Baragon), de Ishirô Honda
- 1966 : La Guerre des monstres (Furankenshutain no Kaijū : Sanda tai Gaira), de Ishirô Honda